# Legiunea a IV-a Martia
Legiunea a IV-a (sau IIII) Martia a fost o legiune romană a Imperiului Roman, parte a armatei romane târzii⁠(<span title="Armata romană târzie|armatei romane târzii la Wikidata">d). Geneza sa este incertă, dar probabil că a existat în timpul lui Dioclețian, și cu siguranță în timpul Notitia Dignitatum. Acest document plasează legiunea la Betthorus, El-Lejjun modern în Iordania, sub comanda Dux Arabiae. Locul se afla în jurisdicția civilă a Palaestina Tertia.
Legiunea avea, de asemenea, o fortăreață la  Adhruh lângă Petra. Acesta a fost îndepărtată atunci când apărarea zonei a fost atribuită statului vasal al gassanizilor în jurul anului 530. 